# St. Vincent's-St. Stephen's-Peter's River
St. Vincent's-St. Stephen's-Peter's River är en ort i Kanada.   Den ligger i provinsen Newfoundland och Labrador, i den östra delen av landet, 1 700 km öster om huvudstaden Ottawa. St. Vincent's-St. Stephen's-Peter's River ligger 2 meter över havet och antalet invånare är 363.
Terrängen runt St. Vincent's-St. Stephen's-Peter's River är lite kuperad. Havet är nära St. Vincent's-St. Stephen's-Peter's River västerut. Trakten runt St. Vincent's-St. Stephen's-Peter's River är nära nog obefolkad, med mindre än två invånare per kvadratkilometer.. Närmaste större samhälle är Trepassey, 19,4 km öster om St. Vincent's-St. Stephen's-Peter's River. 
Trakten runt St. Vincent's-St. Stephen's-Peter's River består i huvudsak av gräsmarker.